# Japan op de Olympische Winterspelen 2006
Tijdens de Olympische Winterspelen van 2006 die in Turijn werden gehouden nam Japan voor de achttiende keer deel aan de Winterspelen.
Er werd één medaille, een gouden, veroverd op de twintigste editie van de Winterspelen en eindigde daar mee op de achttiende plaats in het medailleklassement.
Het was de negende gouden medaille ooit die door een Japanner werd behaald. Deze werd gewonnen door de kunstschaatsster Shizuka Arakawa. Zij won op een leeftijd van 24 jaar en 56 dagen en was daarmee de oudste kunstrijdster die een gouden medaille won in 86 jaar. Het was tevens de tweede Japanse medaille ooit bij het kunstrijden, alleen Midori Ito had op de Spelen van 1992 een zilveren medaille behaald.
Er deden 113 Japanse sporters mee in veertien takken van sport, alleen aan het ijshockey deden geen Japanse teams mee.

## Medailles
| Sport          | Naam            | Discipline | Medaille |
| -------------- | --------------- | ---------- | -------- |
| Kunstschaatsen | Shizuka Arakawa | Vrouwen    | Goud     |

Albanië · Algerije · Amerikaanse Maagdeneilanden · Andorra · Argentinië · Armenië · Australië · Azerbeidzjan · België · Bermuda · Bosnië en Herzegovina · Brazilië · Bulgarije · Canada · Chili · China · Chinees Taipei · Costa Rica · Cyprus · Denemarken · Duitsland · Estland · Ethiopië · Finland · Frankrijk · Georgië · Griekenland · Groot-Brittannië · Hongarije · Hongkong · Ierland · IJsland · India · Iran · Israël · Italië · Japan · Kazachstan · Kenia · Kirgizië · Kroatië · Letland · Libanon · Liechtenstein · Litouwen · Luxemburg · Macedonië · Madagaskar · Moldavië · Monaco · Mongolië · Nederland · Nepal · Nieuw-Zeeland · Noord-Korea · Noorwegen · Oekraïne · Oezbekistan · Oostenrijk · Polen · Portugal · Roemenië · Rusland · San Marino · Senegal · Servië en Montenegro · Slovenië · Slowakije · Spanje · Tadzjikistan · Thailand · Tsjechië · Turkije · Venezuela · Verenigde Staten · Wit-Rusland · Zuid-Afrika · Zuid-Korea · Zweden · Zwitserland